# Imídeos
Imídeos (Immidae) é uma família de insectos da ordem Lepidoptera.